# Play Don't Worry
Play Don't Worry je druhé sólové studiové album anglického kytaristy Micka Ronsona. Vydáno bylo v únoru 1975 společností RCA Records a jeho producentem byl sám Ronson. Album obsahuje převážně coververze s Ronsonovými vlastními aranžmá. Nachází se zde například písně od The Velvet Underground a Pure Prairie League.

## Seznam skladeb
1. Billy Porter (Mick Ronson) – 3:30
2. Angel No. 9 (Craig Fuller) – 5:31
3. This Is for You (Laurie Heath) – 4:30
4. White Light/White Heat (Lou Reed) – 4:07
5. Play Don't Worry (Ronson, Bob Sargeant) – 3:15
6. Hazy Days (Ronson) – 4:10
7. Girl Can't Help It (Bobby Troup) – 2:45
8. Empty Bed (Io Me Ne Andrei) (Claudio Baglioni, Antonio Coggio, Ronson) – 5:12
9. Woman (Adam Taylor) – 3:25

## Obsazení
- Mick Ronson – kytara, baskytara, bicí, harmonika, klavír, clavinet, syntezátor, zpěv
- Trevor Bolder – baskytara, horn
- Mike Garson – klavír
- Ritchie Dharma – bicí
- Aynsley Dunbar – bicí
- Tony Newman – bicí
- Jeff Daly – saxofon, flétna
- Neil Kernon – syntezátor (ARP)
- Paul Francis – bicí
- John Mealing – klavír
- Ian Hunter – doprovodné vokály
- Vicky Silva – doprovodné vokály
- Miquel Brown – doprovodné vokály
- Beverly Baxton – doprovodné vokály
- Sid Sax – dirigent